# Typhonium stigmatilobatum
Typhonium stigmatilobatum är en kallaväxtart som beskrevs av Van Dzu Nguyen. Typhonium stigmatilobatum ingår i släktet Typhonium och familjen kallaväxter.
Artens utbredningsområde är Vietnam. Inga underarter finns listade.